# لگراندیت
لگراندیت  (به انگلیسی: Legrandite) با فرمول شیمیایی Zn2[OH-AsO4].H2O از مجموعه کانی هاست و از نام مالک معدن بلژیکی Legrand اخذ شده‌است. ZnO:۵۳٫۴۲٪  As2O۵:۳۷٫۷۱٪  H2O:۸٫۸۷٪  برای اولین بار در مکزیک کشف شد و از نظر شکل بلور: منشوری، رنگ: زرد، شفافیت: شفاف - نیمه شفاف، جلا: شیشه ای، رخ: ناقص - مطابق با سطح، سیستم تبلور: مونوکلینیک و در رده‌بندی آرسنیات است همچنین خاصیت مغناطیسی ندارد و منشأ تشکیل آن ثانوی است.
همایند کانی‌شناسی (پارانژ) آن - همی مورفیت- آدامیت- لیمونیت و غیره است
، از نظر ژیزمان بلوری - بلورهای مجتمع کمیاب است و بیشتر در مکزیک یافت می‌شود.

## منبع
- پردیس کشاورزی ایران